# رمکی‌رمضان
رمکی‌رمضان، روستایی از توابع دهستان پشت تنگ بخش مرکزی شهرستان سرپل ذهاب در استان کرمانشاه ایران است.

## جمعیت
این روستا در دهستان پشت‌تنگ قرار دارد و براساس سرشماری مرکز آمار ایران در سال ۱۳۸۵، جمعیت آن ۷۲۲ نفر (۱۲۷خانوار) بوده‌است.